# Pinguicula lippoldii
 Pinguicula lippoldii  ist eine fleischfressende Pflanzenart aus der Gattung der Fettkräuter (Pinguicula) in der Familie der Wasserschlauchgewächse (Lentibulariaceae).

## Beschreibung
Pinguicula lippoldii sind ausdauernde, krautige Pflanzen, ob sie dem tropisch-heterophyllen oder dem tropisch-homophyllen Wuchsformtyp der Fettkräuter angehören, ist derzeit nicht zu sagen. Sie wachsen als bodenständige Rosetten, in Blüte erreichen sie Höhen von bis zu 8, in Frucht bis zu 10 Zentimeter. Von ihrem kurzen Rhizom gehen zahlreiche, vergleichsweise starke Wurzeln ab. Die Blattrosette setzt sich aus sechs bis acht (selten bis zwölf) einfachen, gelbgrünen Blättern mit länglich-rundem bis spatelförmigen Umriss zusammen, die eine Länge von 25 bis 32 (40) und eine Breite von 7 bis 10 Millimeter haben. Die parallel verlaufenden, ganzrandigen Blattränder sind ungewöhnlicherweise nicht nach oben, sondern ein wenig zum Untergrund hin eingerollt. Die Blattoberfläche ist dicht besetzt mit gleichermaßen sitzenden wie gestielten Drüsenhaaren, der Ansatz des Blattes ist abgeflacht.
Die ein bis zwei aufrechten Blütenstandsachsen sind 7 bis 9 (4 bis 10) Zentimeter hoch, rund 0,5 Millimeter im Durchmesser, grün bis rötlich und schwach mit sitzenden und gestielten Drüsen besetzt, später jedoch annähernd kahl. Während Blüte und Frucht stehen die Blütenstandsachse fast vollends aufrecht. Die rosaroten Blüten sind endständige Einzelblüten, zweilippig und ohne Sporn 15 bis 22 Millimeter lang, ihre Lappen sind nach außen aufgebogen. Der Kelch ist grünlich bis purpurn und schwach bedeckt mit Drüsenhaaren. Die Oberlippe ist rund 2,5 Millimeter lang und tief dreigelappt, die einzelnen Lappen sind eiförmig, spatelförmig oder länglich-rund, ihre Spitze ist gerundet. Die rund 2,5 bis 4 Millimeter lange Unterlippe ist an ihrer Spitze schwach gestutzt oder fein doppelt gezähnt, die Zähnung reicht bis über rund ein Achtel der Unterlippe.
Die rosarote Krone ist zweilippig, die Lappen sind an der Spitze gerundet und überdecken einander nicht. Sie sind von ungleicher Länge, der spatelförmige bis umgekehrt-eiförmig länglich-runde Mittellappen der Unterlippe ist mit rund 12 Millimeter Länge bei 10 Millimeter Breite stets deutlich länger als die umgekehrt-eiförmig länglich-runden seitlichen (rund 9 Millimeter langen und 8 Millimeter breiten) und umgekehrt-eiförmigen bis spatelförmigen oberen (rund 8 Millimeter langen und 7 Millimeter breiten) Lappen. Der Schlund ist fein behaart mit mehrzelligen Haaren, an deren Ende sich kaum erkennbar eine Kapselzelle befindet, die trompetenförmige Kronröhre ist 7 bis 9 (selten ab 5) Millimeter lang.

## Verbreitung
Pinguicula lippoldii ist endemisch in Ost-Kuba im Gebirgszug Sierra Cristal und den Cochillas del Moa in Höhenlagen zwischen 600 und 1000 Meter. Sie gedeiht dort nahe Wasserläufen an feuchten und felsigen Standorten.

## Systematik und Botanische Geschichte
Pinguicula lippoldii wurde Ende 2007 durch Siegfried Jost Casper anhand von Herbarmaterial erstbeschrieben, das bereits 1976 durch eine Arbeitsgruppe unter Johannes Bisse gesammelt und bisher als Pinguicula benedicta bestimmt worden war. Das Art-Epitheton ehrt den Botaniker Hans Lippold für dessen Beitrag in der Erforschung der kubanischen Flora.